# サバア (クルアーン)
『サバア』とは、クルアーンにおける第34番目の章（スーラ）。54の節（アーヤ）から成る。
この章にトゲのある木として、スィドラの木が説明されているという説がある。